# Böses Mädchen
Böses Mädchen ist ein französisch-türkischer, animierter Kurzfilm von Ayçe Kartal aus dem Jahr 2017.

## Handlung
Ein kleines Mädchen folgt scheinbar zusammenhanglos und sprunghaft seinen Gedanken: Es warnt seinen Teddy Michi vor den Monstern, erzählt von seinen roten Schuhen und dem Rasiersalon seines Großvaters, seiner Liebe zum Wind, zu den Tieren und dem Bauernhof der Großeltern. Aus der Vorstellung eines Wals wird plötzlich ein brüllendes Wassermonster. Das Mädchen denkt über Gott nach, da es seit Kurzem Religionsunterricht erhält. Es fragt sich, wie Gott wohl aussehe, und wünscht sich, dass Gott immer bei ihm sei und es beschütze.
Das Mädchen, so zeigt sich, befindet sich in einem Krankenhaus. Sein Bär Michi ist sein Trost und seine positiven Gedanken, unter anderem über die Freuden des Seilspringens, werden von schlimmen über Monster, die seinem Teddy die Ohren abkauen, abgelöst. Eine Sequenz zeigt, wie das Mädchen von einer Gruppe von Monstern entführt und vergewaltigt wird. Seine Großmutter, so erzählt das Mädchen, habe ihm immer gesagt, dass es, wenn es ihr Brot aufesse, Flügel bekäme und fliegen könne. Das Mädchen fragt nun Gott, ob es, wenn es ihr Brot aufgegessen hätte, den Monstern hätte entkommen können.

## Produktion
Bereits zu Beginn von Böses Mädchen wird eingeblendet, dass der Film auf einer wahren Begebenheit beruhe. Regisseur Ayçe Kartal wurde zum Film von einem Zeitungsartikel inspiriert: Er berichtete von der Gruppenvergewaltigung einer Achtjährigen in der Türkei; alle Täter wurden freigesprochen. Kartal verarbeitete den Fall in dem Film und befragte Ärzte in einer Kinderpsychiatrie und analysierte Zeichnungen von Kindern, die Opfer von Vergewaltigung geworden waren. Die Gedankensprünge des Mädchen reflektieren die „Schizophrenie“, die nach Ansicht von Kartal zahlreichen Vergewaltigungsopfern helfe, das Erlebte zu verarbeiten. Insgesamt recherchierte Kartal ein halbes Jahr für den Film.
Kartal arbeitete 1,5 Jahre an dem Film. Die Animation erfolgte digital auf einem Wacom-Tablet, wobei Kartal rund 13000 Einzelzeichnungen anfertigte. Positive Erinnerungen des Mädchens animierte er mit Filz- und Buntstiften, während die negativen Erinnerungen mit schwarzer Tinte umgesetzt wurden.
Böses Mädchen lief auf zahlreichen Filmfestivals, darunter im Juni 2017 auf dem Festival d’Animation Annecy, im September 2017 auf dem Toronto International Film Festival sowie im Februar 2018 auf dem Festival du Court-Métrage de Clermont-Ferrand. ARTE zeigte dem Film am 15. Juni 2017 im Rahmen der Sendung Kurzschluss erstmals im deutschen Fernsehen.

## Auszeichnungen
Auf dem Festival d’Animation Annecy gewann Böses Mädchen 2017 den Preis der Jury in der Kategorie Kurzfilm und wurde auf dem Festival du Court-Métrage de Clermont-Ferrand 2017 mit dem Grand Prix im nationalen Wettbewerb ausgezeichnet. Böses Mädchen wurde 2019 mit dem César in der Kategorie Bester animierter Kurzfilm ausgezeichnet.